# Limnoria echidna
Limnoria echidna är en kräftdjursart som beskrevs av Isabel Clifton Cookson 1991. Limnoria echidna ingår i släktet Limnoria och familjen borrgråsuggor. Inga underarter finns listade i Catalogue of Life.